# Waste It on Me
"Waste It on Me" là một bài hát của nhạc sĩ kiêm DJ người Mỹ Steve Aoki hợp tác với nhóm nhạc nam Hàn Quốc BTS, được phát hành vào ngày 25 tháng 10 năm 2018. Đây là lần hợp tác tiếp theo của Steve Aoki và BTS sau bản remix của "Mic Drop" và "The Truth Untold". Bài hát nằm trong album phòng thu thứ năm Neon Future III của Steve Aoki, phát hành vào ngày 9 tháng 11 năm 2018.

## Sáng tác
Billboard cho rằng bài hát là một bản EDM, trong khi EDM.com cảm thấy bài hát có giai điệu "future bass mơ hồ". Kyle Shokeye từ tạp chí Complex đã viết vì đây là bài hát bằng tiếng Anh đầu tiên của BTS, nên nó đi lệch với quy chế sáng tác thông thường của nhóm.
Việc sáng tác thực hiện bởi Jeff Halavacs, Ryan Ogren, Michael Gazzo, Nate Cyphert, Sean Foreman, với giọng của RM và Jungkook. Bài hát có nhịp độ trung bình 96BPM.

## Video âm nhạc
Video âm nhạc ra mắt vào ngày 19 tháng 11 năm 2018, được đạo diễn bởi Joe Hahn, thành viên của ban nhạc Linkin Park. Bối cảnh được dựng trong một hộp đêm, nơi tụ tập những ca sĩ người Mỹ Á-Phi Ken Jeong, Jamie Chung, Ross Butler, Devon Aoki và Ben Baller. Khách mời bao gồm Leonardo Nam, Vincent Rodriguez III, Jimmy O. Yang, Jessica Lu, Jared Eng, và Tiffany Ma.

## Xếp hạng
| Xếp hạng (2018)                               | Vị trí cao nhất |
| --------------------------------------------- | --------------- |
| Úc (ARIA)                                     | 61              |
| Áo (Ö3 Austria Top 40)                        | 57              |
| Canada (Canadian Hot 100)                     | 64              |
| Phần Lan Digital Song Sales (Billboard)       | 4               |
| Đức (GfK)                                     | 98              |
| Hy Lạp (IFPI)                                 | 12              |
| Hungary (Single Top 40)                       | 3               |
| Ireland (ISC)                                 | 1               |
| Nhật Bản (Japan Hot 100)                      | 19              |
| Malaysia (RIM)                                | 1               |
| Mexico (Mexico Airplay)                       | 48              |
| Mexico Ingles Airplay (Billboard)             | 20              |
| New Zealand Hot Singles (RMNZ)                | 6               |
| Scotland (OCC)                                | 28              |
| Singapore (RIAS)                              | 2               |
| Hàn Quốc (Gaon)                               | 80              |
| Sri Lanka (Yes FM)                            | 16              |
| Thụy Điển Heatseeker (Sverigetopplistan)      | 1               |
| Thụy Sĩ (Schweizer Hitparade)                 | 81              |
| Anh Quốc (OCC)                                | 57              |
| Hoa Kỳ Billboard Hot 100                      | 89              |
| Hoa Kỳ Hot Dance/Electronic Songs (Billboard) | 6               |
| Hoa Kỳ Pop Airplay (Billboard)                | 38              |

## Chứng nhận
| Quốc gia | Chứng nhận | Số đơn vị/doanh số chứng nhận |
| --- | ---------- | ----------------------------- |
| Canada (Music Canada) | Vàng       | 40,000‡                       |
| * Chứng nhận dựa theo doanh số tiêu thụ. ^ Chứng nhận dựa theo doanh số nhập hàng. ‡ Chứng nhận dựa theo doanh số tiêu thụ và phát trực tuyến. |            |                               |

## Lịch sử phát hành
| Khu vực  | Thời gian            | Định dạng | Phiên bản         | Hãng thu âm | T.K.   |
| -------- | -------------------- | --------- | ----------------- | ----------- | ------ |
| Toàn cầu | 25 tháng 10 năm 2018 | Tải xuống | Gốc               | Ultra Music | [ 3 ]  |
| Hoa Kỳ   | 14 tháng 12 năm 2018 | Tải xuống | Cheat Codes Remix | Ultra Music | [ 33 ] |
| Toàn cầu | 21 tháng 12 năm 2018 | Tải xuống | Cheat Codes Remix | Ultra Music | [ 33 ] |
| Toàn cầu | 25 tháng 12 năm 2018 | Tải xuống | Slushii remix     | Ultra Music | [ 33 ] |
| Toàn cầu | 25 tháng 12 năm 2018 | Tải xuống | W&W Remix         | Ultra Music | [ 34 ] |